# Ken Maynard

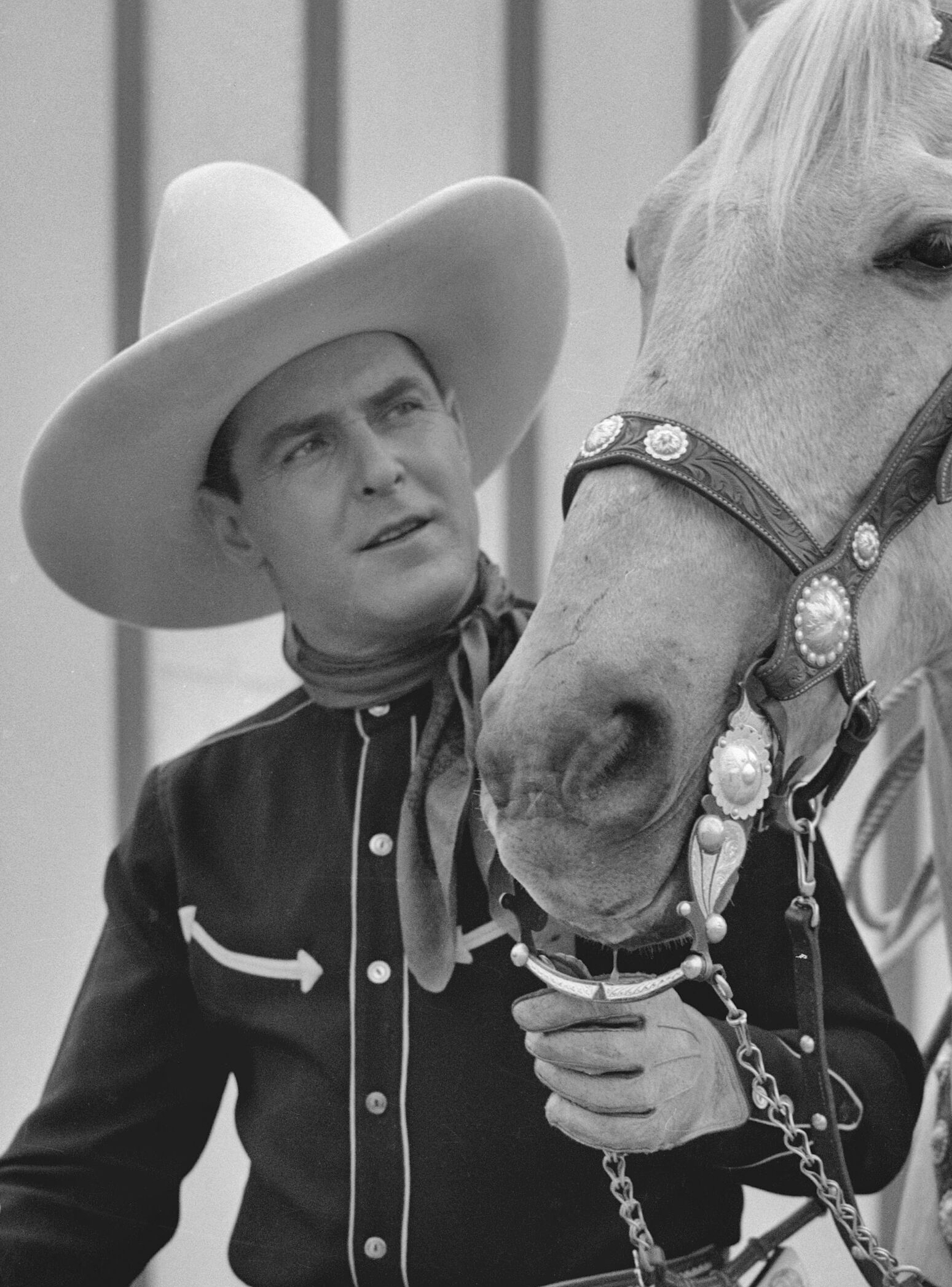
Ken Maynard mit seinem Pferd Tarzan (1936)

Ken Maynard (* 21. Juli 1895 in Vevay, Indiana; † 23. März 1973 in Woodland Hills, Los Angeles) war ein US-amerikanischer Stuntman und Schauspieler. Er trat in über 90 Western auf, in denen er sich vor allem durch Stunts auf dem Pferd einen Namen machte. Als einer der ersten Western-Stars baute er Gesangseinlagen in seine Filme ein und gilt daher als Wegbereiter der Singenden Cowboys, die in den 1930er-Jahren Hollywood eroberten. Seinen Traum von einer Karriere als Sänger konnte er jedoch nicht verwirklichen.

## Leben

### Jugend und Stummfilmzeit
Ken Maynard wurde 1895 als eines von insgesamt fünf Geschwistern in Vevay, Indiana, geboren. Sein jüngerer Bruder Kermit (1897–1971) sollte sich später einen Namen als Darsteller in über 200 B-Western und durch Gastauftritte in der Gene Autry Show machen.
Beide Maynard-Brüder waren sehr sportlich und ruhelos. Im Alter von zwölf Jahren schloss sich der abenteuerlustige Ken einer durchs Land reisenden Western-Show an, wurde jedoch von seinem Vater mit Gewalt wieder zurückgeholt. Mit 16 Jahren konnte er schließlich seinen Vater überreden und arbeitete zunächst beim Zirkus und als Rodeo-Reiter. Während seiner Zeit bei verschiedenen Western-Shows, unter anderem bei Kit Carson und Pawnee Bill, eignete er sich herausragende Fähigkeiten als Stunt-Reiter an sowie Grundkenntnisse an der Gitarre, Fiddle und der Mundharmonika.
Nachdem er kurz im Ersten Weltkrieg gedient hatte, zog er wieder mit fahrenden Shows durchs Land und wurde 1920 der „World’s Champion Trick Rider“. Dies führte dazu, dass er für den bekannten Zirkus der Ringling Brothers engagiert wurde, wodurch schließlich Hollywood auf ihn aufmerksam wurde. 1924 spielte er seine erste Rolle in dem Film Das Heldenmädchen von Trenton für das Cosmopolitan-Studio. Nach kurzen Engagements bei den Fox-Studios und der Davis Distribution Division Company landete er 1929 das erste Mal bei den Universal Studios. Im Laufe der Zeit war er aufgrund seiner Fähigkeiten auf dem Pferd zu einem der gefragtesten Cowboy-Darsteller in Stummfilmwestern aufgestiegen. Bekannt wurde er außerdem durch sein Pferd Tarzan, das zu den ersten Tierstars des Filmgenres gehörte.

### Der Tonfilm und die Singenden Cowboys
Zu dieser Zeit wurden auch die ersten Tonfilme gedreht. Nachdem Maynard 1929 gemeinsam mit dem Produzenten Carl Laemmle die Premiere des Westerns In Old Arizona (1929) besucht hatte, in dem unter anderem der Hauptdarsteller Warner Baxter das Lied My Tonia singt, überzeugte Maynard Laemmle davon, ebenfalls Gesangseinlagen in ihren Western einzubauen. Das Universal Studio hatte ohnehin seit einiger Zeit mit dem neuen Medium experimentiert, sodass der Film The Wagon Master in zwei Versionen in die Kinos gebracht wurde, zum einen als Voll-Stummfilm, zum anderen mit teilweisem Ton. In dieser Version sang Maynard zwei Lieder und spielte dazu auf der Fiddle. Nachdem dies vom Publikum gut aufgenommen worden war, folgten weitere Filme dieser Art, bis schließlich 1930 mit Mountain Justice sein erster Film mit durchgehendem Ton in die Kinos kam. Maynard wurde so zum Vorbild für eine große Anzahl Singender Cowboys, die bis in die 1950er Jahre hinein hohe Zuschauerzahlen garantierten.
Maynard war jedoch sehr hitzköpfig und streitlustig, sodass er bereits 1930 von Universal entlassen wurde. Er wechselte daraufhin zu dem kleineren Tiffany-Studio, für das er elf Western drehte, in denen er jedoch nicht sang. Allerdings begab er sich im April 1930 in ein Musikstudio in Hollywood, um einige Schallplattenaufnahmen zu machen. Insgesamt nahm er acht Titel auf, von denen damals jedoch nur zwei veröffentlicht wurden, Cowboy’s Lament und The Lone Star Trail.
1933 wurde Maynard wieder von Universal unter Vertrag genommen und drehte dort einige Filme, deren Schwergewicht wie immer auf Action lag, jedoch auch Gesang enthielten. In dieser Zeit wurden Maynards Alkoholprobleme und die damit einhergehenden Stimmungsschwankungen deutlich. Nach einem heftigen Streit mit Carl Laemmle verließ Maynard 1934 das Studio endgültig und wechselte zu Mascot, wo er mit einem Gehalt von 10.000 Dollar zum bestbezahlten Western-Schauspieler der damaligen Zeit wurde.

### „In Old Santa Fe“ (1934)
Maynards lange gehegter Traum von einer größeren Gesangskarriere erfüllte sich jedoch auch hier nicht. Seine zu hohe, nasale Stimme, die er selbst für „authentisch“ hielt, passte nicht zu seinem männlich-robusten Leinwand-Image. Dies erkannte auch Nat Levine, der Verantwortliche bei Mascot, und entschloss sich, ihm einen besseren Sänger an die Seite zu stellen. Das Studio entschied sich für den beliebten Radio-Star Gene Autry, der sich zunächst als Jimmie-Rodgers-Imitator und später als „Oklahoma’s Yodeling Cowboy“ einen guten Namen gemacht hatte. Maynards erster Film für Mascot war In Old Santa Fe, in dem Autry und sein späterer Sidekick Smiley Burnette eine von der Handlung völlig losgelöste Gesangseinlage darboten. Auch Maynard sang in diesem Film, wurde jedoch auf Betreiben von Levine nachsynchronisiert.
Autry war der sehr viel bessere Sänger. Der Historiker Charlie Seeman erinnerte sich: „In Old Santa Fe was ostensibly a Ken Maynard movie; he was the star. But Gene Autry comes cruising through, singing a song, and you can feel everybody’s attention shift from Maynard to Autry.“ So kam es, dass er und andere Maynard bald verdrängten, was sich negativ auf dessen ohnehin angeschlagene Psyche auswirkte. Nachdem er bei den Dreharbeiten zu dem Film Mystery Mountain den Regisseur Joseph Kane angegriffen hatte und nur das beherzte Eingreifen von Autry Schlimmeres verhinderte, wurde er von Mascot entlassen.

### Karriereende
Nach diesem Vorfall hatte Maynard bei den Studio-Verantwortlichen zwar einen schlechten Ruf, das Publikum jedoch liebte ihn. So konnte er in der Folgezeit bei verschiedenen Studios Arbeit finden, u. a. bei Columbia und Monogram, und veröffentlichte 1935 sogar ein Liederbuch mit Cowboy-Klassikern und zwei eigenen Kompositionen. Außerdem unternahm er einige sehr erfolgreiche Tourneen mit einem Zirkus. Seine letzte Hauptrolle im Film hatte er 1940 in Lightning Strikes West, Gesang hatte in seinen Filmen jedoch keine Rolle mehr gespielt. Anschließend wechselten sich Zirkus-Engagements und kleinere Filmrollen ab, 1945 war seine Filmkarriere endgültig zu Ende. Maynard hatte in den folgenden Jahren zunehmend mit Alkoholproblemen zu kämpfen, die sowohl seine Reitkünste als auch seine Finanzen zerstörten. Er lebte lange Zeit in einem Wohnwagen, abhängig von Sozialhilfe und den Zuwendungen eines anonymen Spenders, dessen Identität nie geklärt werden konnte, wenn sich auch hartnäckig die Gerüchte halten, es habe sich um Gene Autry gehandelt. Wenige Wochen vor seinem Tod wurde Maynard in ein Heim für alternde Schauspieler in Woodland Hills, einem Bezirk von Los Angeles gebracht, wo er am 23. März 1973 starb. Sein Grab befindet sich im Forest Lawn Memorial Park in Cypress, Kalifornien.

## Vermächtnis
Ken Maynard wird oft zu Unrecht als erster Singender Cowboy der Filmgeschichte angeführt. Dieser Titel gebührt jedoch – je nach Sichtweise – entweder Warner Baxter als erstem Schauspieler, der in einem Western gesungen hat (sogenannte „Cowboys who sang“) oder Gene Autry als erstem „Singing Cowboy“ im eigentlichen Sinn. Maynard kann jedoch ohne Zweifel gemeinsam mit Nat Levine als Wegbereiter der musikalischen Western angesehen werden, die nach In Old Santa Fe Hollywood eroberten. Douglas B. Green, ehemaliger Redakteur des Journal of Country Music und Autor mehrerer Bücher über die Singenden Cowboys, bewertete Maynards Rolle mit folgenden Worten: „He was at the right place at the right time with the right idea, but, unfortunately, he was not the right man.“ Im Gegensatz zu den gefälligen Arrangements späterer Stars wie Tex Ritter oder Roy Rogers war Maynards Gesang im Stil der frühen Aufnahmen eines Carl T. Sprague zu unbeholfen für den Geschmack der Kinozuschauer, seine Stimme zu weinerlich.
Aufgrund ihrer Authentizität sind die wenigen Aufnahmen, die er 1930 gemacht hat, heute von großem Interesse für Historiker und Liebhaber der frühen amerikanischen Musik. The Lone Star Trail wurde bereits 1952 auf der wegweisenden Anthology of American Folk Music (1997 von der Smithsonian Institution neu herausgegeben) wieder veröffentlicht. Im Zuge des mit dem Western-Music-Revival verbundenen Interesses an den Ursprüngen gab es in den 1990er-Jahren weitere Veröffentlichungen auf verschiedenen Samplern.
Unabhängig von seiner Gesangskarriere gilt Maynard jedoch aufgrund seiner für die damalige Zeit bahnbrechenden Reiter-Stunts, die in seinen Filmen stets die Hauptrolle gespielt haben, als einer der besten Western-Darsteller der frühen Jahre. Für seine Verdienste um das Genre wurde er mit einem Stern auf dem Hollywood Walk of Fame ausgezeichnet.

## Filmografie (Auswahl)
- 1924: Das Heldenmädchen von Trenton (Janice Meredith)
- 1927: Der Held von Sonora (Somewhere in Sonora)
- 1927: Der Teufel im Sattel (The Devil's Saddle)
- 1928: Zirkusleben (The Wagon Show)
- 1928: Die Schlucht der Abenteuer (The Canyon of Adventure)
- 1929: Der Anschlag auf den Depeschenreiter (Senor Americano)
- 1929: Der Karawanenführer von Oklahoma (The Wagon Master)
- 1930: Der Heldenritt im wilden Westen (Lucky Larkin)
- 1930: Der Satansreiter (Parade of the West)
- 1930: Mountain Justice
- 1931: Cowboy-Rache (Range Law)
- 1931: Der Schrecken von Arizona (Arizona Terror)
- 1931: Sheriff und Sträfling (The Pocatello Kid)
- 1931: Sturz in den Abgrund (Branded Men)
- 1931: Von Banditen überfallen (Alias the Bad Man)
- 1932: Grenzbanditen (Whistlin’ Dan)
- 1932: Schreckensnacht am Black River (Sunset Trail) und (Fighting Thru) [1930]
- 1932: Überfall auf Silver City (Texas Gun Fighter)
- 1939: Der unheimliche Rächer (Flaming Lead)
- 1940: Der geheimnisvolle Reiter (Phantom Rancher)
- 1940: Lightning Strikes West
- 1944: Sturm über Arizona (Arizona Whirlwind)
- 1970: Big Foot – Das größte Monster aller Zeiten (Bigfoot)